# Via della Gatta

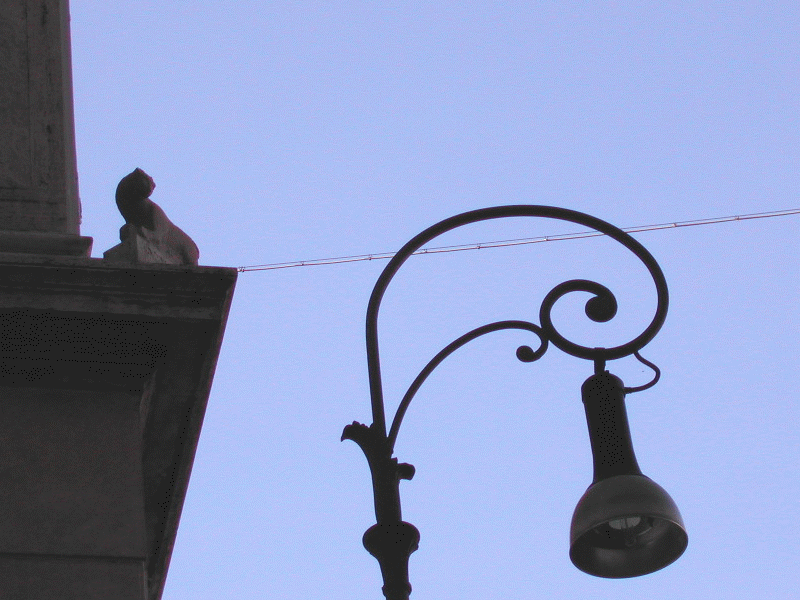
La statue de la Gatta, à gauche, sur la corniche du palais Grazioli

La via della Gatta est une petite rue de Rome parallèle à la via del Corso. Elle se situe entre la galerie Doria-Pamphilj et le palais Grazioli, à l'angle de la via del Plebiscito. Cette rue doit son nom et sa célébrité à la statue de marbre qui se trouve sur la corniche du piano nobile du palais Grazioli et qui représente un chat, ou plutôt une chatte (gatta) selon la tradition populaire.

## Histoire

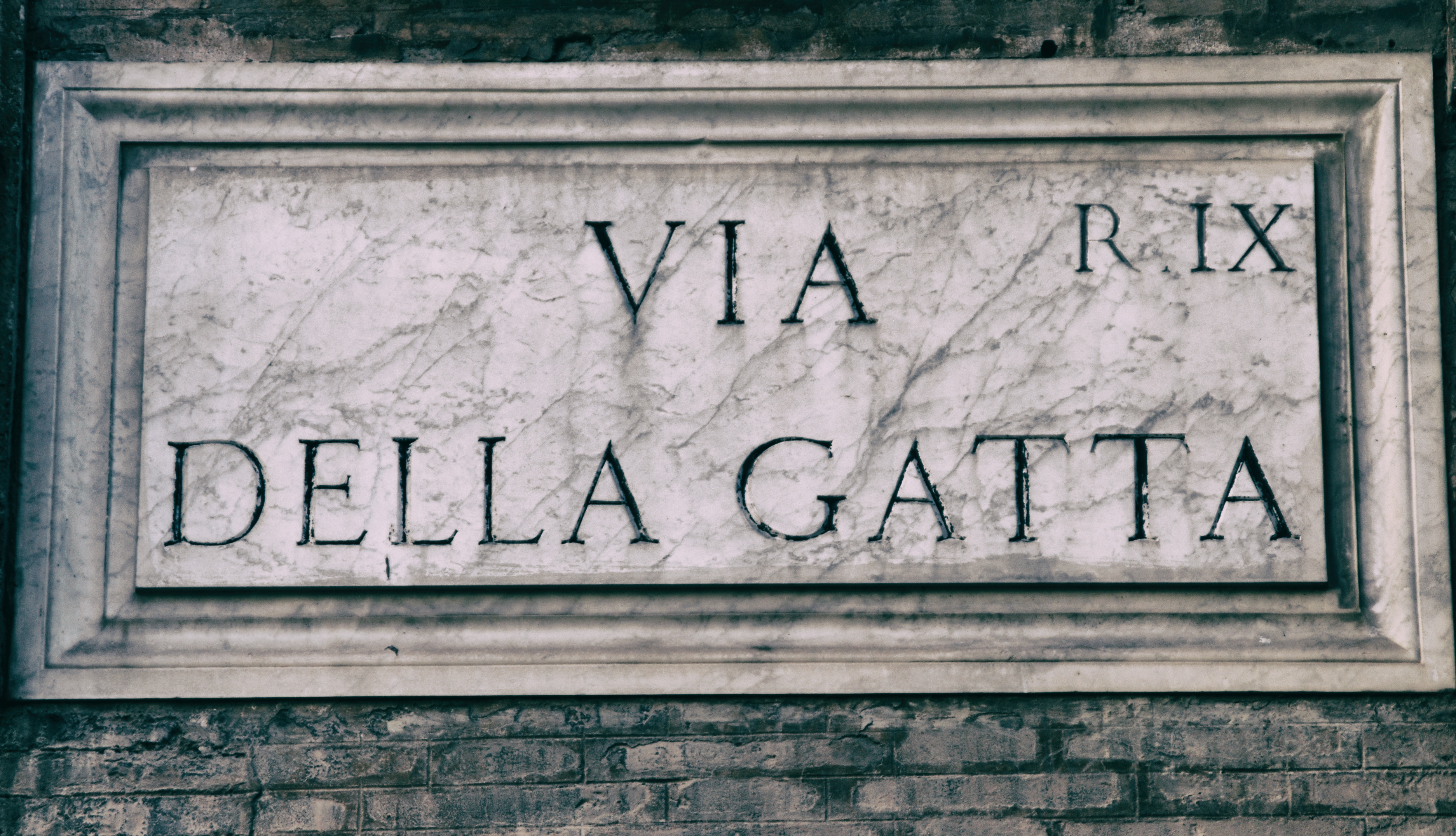

L'origine de cette statuette demeure incertaine. À l'époque romaine, sous le règne de Caracalla, le sanctuaire d'Isis se dressait dans les environs immédiats de l'actuel palais Grazioli (résidence actuelle de Silvio Berlusconi). Ce sanctuaire, très vaste, s'étendait jusqu'au Panthéon. Il était décoré de sculptures importées d'Égypte mais aussi de copies romaines. Il se peut donc que la statue de la chatte soit l'un des vestiges de ce temple. Elle représenterait alors la déesse-chatte Bastet et daterait de l'antiquité. 
Toujours est-il que, à partir du XVe siècle, les pierres et les marbres de ce temple d'Isis au Champ de Mars furent récupérés et « servirent à édifier de nouvelles constructions ». On exhuma « les sculptures qui en avaient orné les abords »  ; parmi elles, on découvrit l'obélisque de la piazza della Minerva, auquel le Bernin ajouta plus tard un éléphant, et la statuette de la Gatta.

## Légendes

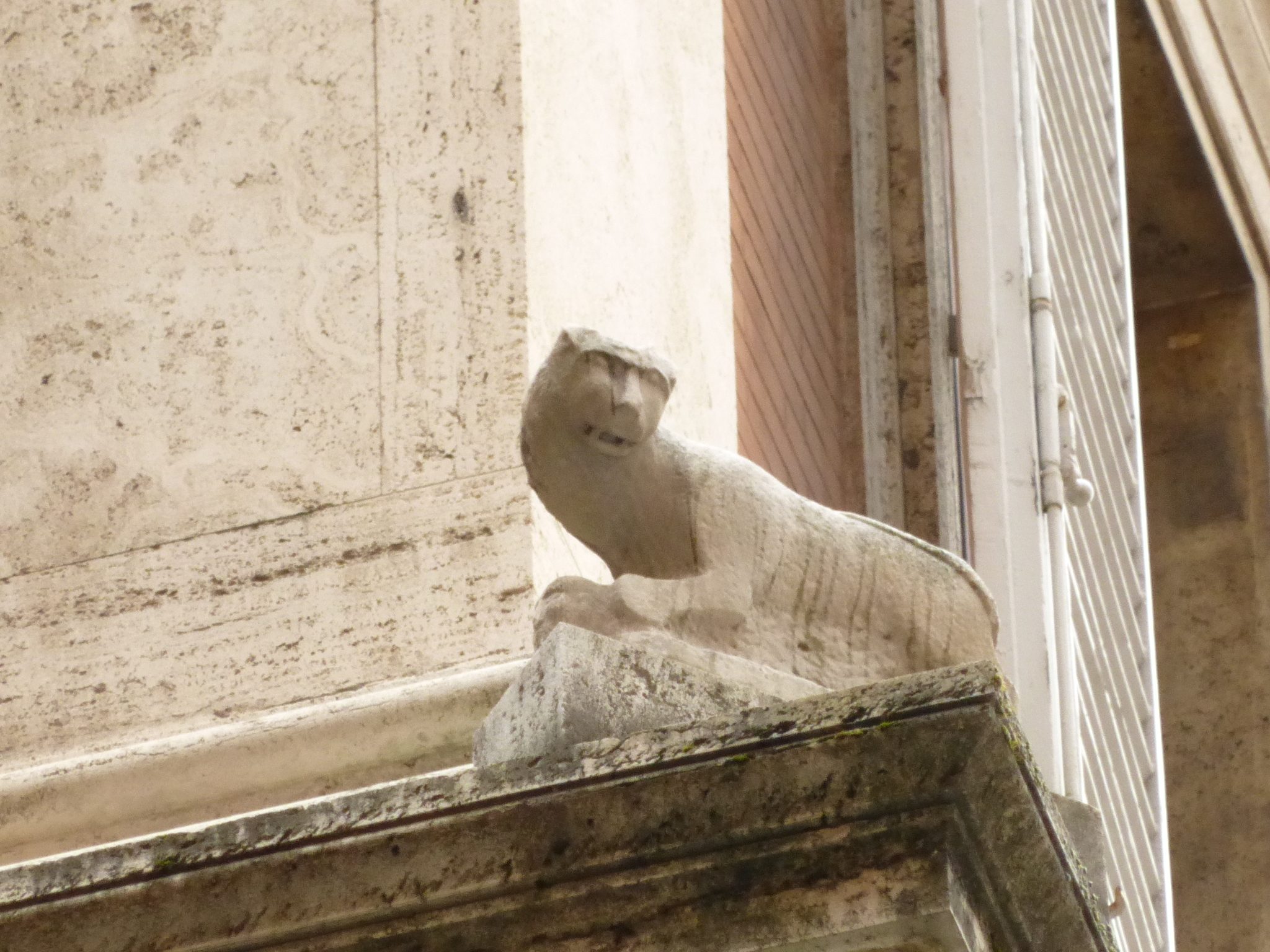
La Gatta

Selon une légende locale, la statue aurait été placée à cet endroit en mémoire d'une chatte qui aurait sauvé les habitants du palais Grazioli en donnant l'alerte lors d'un incendie : ses miaulements auraient attiré l'attention des habitants, qui auraient alors pu conjurer le sinistre. Une tradition similaire évoque une chatte qui aurait donné l'alarme en voyant un enfant sur le point de tomber de la corniche. Enfin, selon une autre légende, si l'on suit la direction indiquée par la tête de la Gatta, on découvrira un trésor enseveli.